# Дорога шамана
«Доро́га шама́на» (англ. Shaman's Crossing) — первая книга из серии «Сын солдата», автором которой является Робин Хобб. Повествование ведётся от первого лица.

## Сюжет
Действие происходит в вымышленном королевстве Герния, где большую роль играет строгая иерархия: первый сын отца является наследником, второй — солдатом, третий — священником, четвёртый должен «озаботиться прекрасным», пятый «умножает знания» и так далее. Считается, что каждому добрый бог даёт определённые способности и черты характера, и если порядок нарушить, то человек всё равно не будет счастлив. Известен случай, когда отец передвинул своих сыновей, в результате чего второй сын устроил в своих владениях военную диктатуру, третий был слишком слаб для воинской службы и быстро умер, четвёртый стал священником, но подошёл к религии творчески и был обвинён в ереси. Таким образом, судьба главного героя Невара Бурвиля определена с рождения — он должен стать солдатом.
Невар — сын нового (или «боевого») лорда. Изначально его отец был вторым сыном, поэтому не мог рассчитывать на титул или земли (передающиеся первым сыновьям), но король Тровен наградил его за воинскую доблесть владениями, Широкой Долиной. Теперь семья Бурвилей представляет новую аристократию, хотя в их доме даже нет слуг. Невар с детства готовился стать солдатом и теперь должен поступить в Королевскую Академию каваллы.

## Персонажи

### Семейство Бурвилей
- Невар Бурвиль (англ. Nevare Burvelle) — главный герой, от лица которого ведётся повествование. «Второй мальчик, рождённый в благородном доме, станет сыном своего отца, и его судьба — служить».[3] Невар с детства обучался верховой езде, фехтованию, стрельбе, математике и другим наукам. В начале книги ему 8 лет. Очень старательный и послушный сын, старающийся заслужить уваженние отца и не «уронить честь родителя».[4] Он живёт в Широкой Долине с матерью, старшим братом Россом и сёстрами Элиси и Ярил, а также младшим братом Ванзи, который готовиться стать священником.
- Кефт Бурвиль (англ. Keft Burvelle) — отец Невара, полковник и кавалерист в отставке. Получил от короля поместье в 400 акров и собственный герб[5]), построил дом, посадил фруктовые сады и поля хлопчатника. Отдельные земли выделил старым воинам, которые ранее служили под его началом, а теперь вышли в отставку. Мудро ведет хозяйство и руководит людьми. В строгости, даже в страхе, держит семью, особенно сыновей. Хочет, чтобы Невар стал не просто солдатом, а хорошим командиром.
- Селета Бурвиль (англ. Selethe Burvelle), в девичестве Роуд — мать Невара, никогда не перечащая отцу. Женщины в Гернии не получают такого образования, как мужчины, им даже не позволено читать Писание целиком (только отрывки), поэтому Селета с её покорным характером может служить примером идеальной жены.
- Сеферт Бурвиль (англ. Sefert Burvelle) — дядя Невара. Первый сын, унаследовавший поместье в Старом Таресе[6] и титул. Находится в отличных отношениях с братом и совершенно не завидует его новому высокому статусу. А вот его жена Даралин недолюбливает Невара и считает, что когда другие занимают такое же положение, ставится под сомнение её собственное.[7]
- Эпини (англ. Epiny) — эксцентричная дочь Сеферта. Ведет себя, как маленькая девочка, плюёт на приличия и отстаивает право самой выбирать себе жениха. Однажды ночью шокировала Невара тем, что пришла к нему в комнату в одной ночной рубашке, чтобы поболтать.[8] Увлекается спиритическимии сеансами. Является медиумом и чувствует двойную ауру Невара. У Эпини есть младшая сестра Пурисса.

### Королевская Академия каваллы
- Полковник Стит (англ. Colonel Stiet) — нынешний руководитель Академии. Был повышен не за боевые подвиги, а за «бумажную» службу. Не любит новых лордов и предвзято относится к их сыновьям. Даралин Бурвиль — близкая подруга его жены[9]
- Колдерт Стит (англ. Caulder Stiet) — сын полковника Стита, ещё не ставший кадетом Академии. Очень старается не ударить в грязь лицом перед взрослыми друзьями, даже выпил однажды целую бутылку вина и чуть не умер от алкогольного отравления.
- Корт Браксан, Нейтред Верлэни — кадеты и приятели Невара Бурвилья, живущие с ним в одной комнате.
- Спинк, полное имя Спинрек Кестер (англ. Spinrek Kester) — сын солдата-героя, погибшего под пытками. После его смерти семья чуть не разорилась, потому что жена не умела вести хозяйство, и управляющий их обокрал[10]. У него есть старший брат Рорк и младшие сестры. Спинк прямой, честный, благородный, но очень вспыльчивый.
- Трист (англ. Trist) — высокий, золотоволосый красавец. Легко относится к запретам, любит пошутить. Практически сразу становится непримиримым врагом Спинка.
- Горд (англ. Gord) — умный и добрый, но очень толстый парень, над которым все постоянно издеваются.

### Остальные персонажи
- Девара (англ. Dewara) — кидона. Это кочевое племя, покорённое Гернией, отличалось жестоким нравом.[11] Когда-то Девара был могущественным шаманом, но потерял силу после того, как отец Невара всадил ему пулю в плечо. Какое-то время был наставником Невара.
- Сержант Дюрил (англ. Sergeant Duril) — наставник Невара в искусстве верховой езды, старый сержант. Ранее служил под командованием отца Невара. Он носит ухо убитого врага в кошельке на поясе, но не в качестве военного трофея, а как напоминание (на что способен человек, если потеряет над собой контроль).[12]. Его сыновья также стали солдатами.
- Карсина Гренолтер — симпатичная и улыбчивая девушка, дочь лорда Гренолтера, посватанная Невару. Пишет письма с жуткими орфографическими и пунктуационными ошибками[13]. Подруга Ярил.

## Отзывы и критика
«Дорога шамана» отмечена как положительными, так и отрицательными рецензиями. На сайте журнала «Мир фантастики» считают начальную книгу трилогии впечатляющей:

Потенциал трилогии, которая открывается «Дорогой шамана», заметен невооружённым взглядом. Первый роман, пожалуй, несколько затянут, ему не хватает действия, но он подкупает оригинальностью и заставляет читателя с головой погрузиться в новую историю. Есть все основания полагать, что её продолжение окажется ещё более впечатляющим, чем начало.

На Curledup.com отмечают интересный мир и искусно созданные литературные образы, даже у отрицательных персонажей, однако критикуют затянутость истории и тот факт, что Робин Хобб излишне вдаётся в детали. Автор статьи рекомендует книгу лишь тем, кто уже знаком с творчеством Робин Хобб.